# Ровня (Верховинский район)
Ровня (укр. Рівня) — село в Верховинской поселковой общине Верховинского района Ивано-Франковской области Украины.
Население по переписи 2001 года составляло 556 человек. Занимает площадь 0,4 км². Почтовый индекс — 78712. Телефонный код — 03432.